# Милтон Фридман
Милтон Фридман (енгл. Milton Friedman; Њујорк, 31. јул 1912 — Сан Франциско, 16. новембар 2006) је био амерички економиста, добитник Нобелове награде за „свој допринос на пољу анализе потрошње, монетарне историје и теорије и за демонстрацију сложености стабилизационе политике”.
Основне доприносе Фридман је дао на подручју теорије цена, инфлације и монетарне политике. Готово сам је током 1950-их и 1960-их година држао опозицију владајућем кејнзијанизму. Тврдио је да ниво цена зависи од количине новца у оптицају, чиме је васкрснуо класичну квантитативну теорију новца. У дугом року, по Фридману, повећање новчане масе повећава цене, али не и економску активност и запосленост. Само у кратком року монетарни раст повећава производњу и запосленост. Решење проблема инфлације и краткорочних флуктуација запослености и реалног националног дохотка Фридман је видео у једноставном монетарном правилу: новчана маса треба да расте једнако као реални друштвени производ (ГНП).
Није имао поверења у способност државе да коригује грешке тржишта. Тражио је и да се смањи јавна потрошња како би привреди и становништву остајало више новца. Био је саветник Роналда Регана и Маргарет Тачер. Његове књиге, есеји остварили су велики утицај широм света, укључујући комунистичке земље. Уопште, био је један од највећих либерала 20. века.
У књизи Капитализам и слобода доказивао је да систем заснован на слободама даје најбоље резултате и залагао се, између осталог, за добровољну војску, негативан порез на доходак, флуктуирајуће курсеве валута, укидање лиценцирања за лекаре и друге итд. ТВ серија и књига под називом Слобода избора, које је припремио заједно са супругом Роуз, учинили су га популарним широм света. Основао је, заједно са Хајеком, Друштво Монт Пелерин, где је преиспитивана и јачана либерална идеја.

## Детињство и младост
Фридман је рођен у Бруклину, у Њујорку, у породици јеврејских досељеника Саре Етхел (рођ Ландау) и Јена Саула Фридмана, из Берегзасима у Закарпатима, краљевина Угарска (данас Берехове у Украјини), трговаца текстилном робом. Након Милтоновог рођења, породица се преселила у Рехвеј, Њу Џерзи. У својим тинејџерским данима, Фридман је страдао у саобраћајној несрећи услед чега му је остао трајни ожиљак на горњој усни. Као надарени ученик, Фридман матурира нешто пре свог шеснаестог рођендана.  Након дипломирања понуђене су му две стипендије за дипломски рад. Једна из математике на Универзитету Браун, друга из економије на Универзитету у Чикагу. Фридман бира потоњу, те тако 1933. године стиче титулу магистра наука. На њега су снажно утицали Џејкоб Винер, Франк Најт и Хенри Симонс. У Чикагу је Фридман упознао своју будућу супругу, економисткињу Роуз. Током школске 1933/1934. на Универзитету Колумбија је студирао статистику с познатим статистичарем и економистом Харолдом Хотелингом. Враћа се у Чикаго школске 1934/1935. године као асистент Хенрију Шулцу, који је тада радио на "теорији и мерењу потражње". Те године Фридман се упознао са Џорџом Стиглером и Вилсоном Аленом Валисом са којима ће остати пријатељ до краја живота.

## Научни допринос
Фридман је најпознатији по оживљавању интереса за понуду новца као одреднице номиналне вредности производње, то јест, квантитативну теорију новца. Монетаризам је скуп ставова повезаних са модерном квантитативном теоријом Његови почеци могу се пратити уназад до школе Саламанка из 16. века или чак и даље. Међутим, Фридманов допринос је у великој мери одговоран за модерну популаризацију. Он је коаутор, са Аном Шварц, "Монетарне историје САД, 1867-1960" (1963), која је испитивала улоге понуде новца и економске активности у историји САД. Упечатљив је закључак њиховог истраживања у вези начина на који промене понуде новца доприносе економским флуктуацијама. Неколико студија регресије са Давидом Мизелманом током 1960-их предлагале су примат понуде новца у односу на инвестиције и државну потрошњу у одређивању потрошње и производње.
Фридман је био главни заговорник монетаристичке школе економије. Он је тврдио да постоји блиска и стабилна веза између инфлације и понуде новца, углавном да се инфлација може избећи уз правилну регулацију стопе раста монетарне базе. Он је користио славну аналогију о "бацању новца из хеликоптера.", како би се избегли механизми за убризгавање новца и други фактори који би његове моделе чинило прекомпликованим. Фридманови аргументи су се супротстављали популарном концепту инфлације трошкова, да је повећан општи ниво цена у то време био резултат повећања цена нафте, односно повећања плата; као што је он писао,
Инфлација је увек и свугде новчани феномен 1963. 
Фридман је такође познат по свом раду на функцији потрошње, хипотезе о сталном приходу (1957), који је сам Фридман називао својим најбољим научним радом. Ово дело је тврдило да ће рационални потрошачи трошити пропорционалну количину онога што перципирају да је њихов стални приход. Случајне добитке ће углавном сачувати. Пореска одбијања исто тако, јер рационални потрошачи предвиђају да ће порез морати да се повећа због балансирања буџета. Други важни доприноси су његова критика Филипсове криве и концепта природне стопе незапослености (1968). Влада која доноси већу инфлацију не може трајно смањити незапосленост на тај начин. Незапосленост може бити привремено мања, ако је инфлација неочекивана, али на дуге стазе незапослености ће бити одређена трвењима и несавршеностима на тржишту рада.

## Становишта у вези државних политика

### Јавна добра и монополи
Фридман је подржавао државно управљање јавним добрима тамо где се сматрало да приватне фирме не могу да пруже задовољавајуће услуге, међутим, тврдио је да би многе услуге које пружа Влада биле боље пружене од стране приватног сектора.

### Војна обавеза
Милтон Фридман је био главни заговорник добровољног служења војске, наводећи да је регрутација у "нескладу са слободним друштвом." У делу "Капитализам и слобода", он је тврдио да је војни рок неправедан и произвољан и спречава младиће у обликовању живота по својој мери. Током Никсонове администрације био је на челу одбора како би истражио пребацивање на плаћене / добровољачке оружане снаге. Он ће касније тврдити да је његова улога у уклањању регрутације у Сједињеним Америчким Државама било његово најпоносније постигнуће. Фридман је, међутим, сматрао да би се народ могао присилити на војну обуку као резерву у случају рата.

### Економске слободе
Мајкл Вокер из Фрејзер института и Фридман угостили су низ конференција од 1986. до 1994. Циљ је био да се створи јасна дефиниција економске слободе и метода за њено мерење. На крају је то резултирало првим извештајем о светској економској слободи, "економске слободе у свету". Фридман је заговарао јачу основну правну (уставну) заштиту економских права и слобода у циљу даљег промовисања индустријско-комерцијалног развоја, просперитета и подупирао демократију и слободу те уопштено владавину права у друштву.

### Политика у вези социјалних давања
Фридман предлаже да ако би систем социјалних давања уопште постојао, заменио би постојећи систем негативним порезом на доходак, односно прогресивним пореским системом, у којем би сиромашни од Владе примали основни животни приход.
Према Њјујорк тајмсу, Фридманово становиште по овом питању су следећа: ″Тржиште постиже сјајне ствари, али не може вршити дистрибуцију прихода који свим грађанима омогућава задовољење основних животних потреба″

### Геј права
Фридман је био присталица геј права. Никада није јасно подржао истополне бракове, уместо тога је рекао „Не сматрам да би требало бити било какве дискриминације према хомосексуалцима

### Политика у вези дрога
Фридман се такође залагао за либертаријанску политику као што је легализација дроге и проституције. Током 2005. године Фридман и још пет стотина економиста представили су економске предности у легализацији марихуане.

## Смрт
Фридман је преминуо у 94. години у Сан Франциску 16. новембра 2006. године. Још увек је радио као економиста, његова последња колумна објављена је дан након смрти.

## Књиге и чланци за општу публику
- "Why Money Matters," Wall Street Journal, Nov. 17, 2006, p. A20 (last words)
- J. Daniel Hammond and Claire H. Hammond, ур. (2006). Making Chicago Price Theory: Friedman-Stigler Correspondence, 1945–1957. Routledge: Routledge. ISBN 0-415-70078-7.. 2006. 165 pp. .
- „Reflections on A Monetary History”. The Cato Journal. 23. 2004., essay
- Two Lucky People: Memoirs. ISBN 0-226-26414-9.. (with Rose Friedman)  (1998) ]
- George J. Stigler, 1911–1991: Biographical Memoir, (National Academy of Sciences: 1998), online
- "The Case for Free Trade" with Rose Friedman, 1997, Hoover Digest magazine article
- Money Mischief: Episodes in Monetary History. 1994. ISBN 0-15-162042-3.. 28 6 pp.
- Friedman, Milton (1993). „George Stigler: A Personal Reminiscence”. Journal of Political Economy. 101 (5): 768—773. JSTOR 2138591. doi:10.1086/261898.
- "The Drug War as a Socialist Enterprise," in Arnold S. Trebach, ed. Friedman and Szasz on Liberty and Drugs: Essays on the Free Market and Prohibition (Drug Policy Foundation Press: 1992)
- Economic Freedom, Human Freedom, Political Freedom. 1992. ISBN 1-883969-00-X.. short pamphlet
- "Milton Friedman’s extempore comments at the 1989 Hawaii conference: on India, Israel, Palestine, the USA, Debt and its uses, Erhardt abolishing exchange controls, Etc", provided by Indian economist Subroto Roy (May 21, 1989)
- The Essence of Friedman. ISBN 0-8179-8662-6.. essays edited by Kurt R. Leube, (1987) 
- "The Case for Overhauling the Federal Reserve," (1985), Challenge magazine article
- The Tyranny of the Status Quo. 1984. ISBN 0-15-192379-5.
- Free to Choose: A Personal Statement, with Rose Friedman, (1980), highly influential restatement of policy views
- From Galbraith to Economic Freedom, Institute of Economic Affairs, Occasional Paper 49 (1977)
- There's No Such Thing as a Free Lunch (1975), columns from Newsweek magazine „version”. Архивирано из оригинала 14. 08. 2011. г.
- Unemployment versus Inflation?, Institute of Economic Affairs, Occasional Paper 44 (1975)
- Social Security: Universal or Selective? with Wilbur J. Cohen (1972)
- "The Social Responsibility of Business is to Increase its Profits", The New York Times Magazine, September 13, 1970
- "Why Not a Volunteer Army?", New Individualist Review, Spring 1967
- An Economist's Protest: Columns in Political Economy, Thomas Horton and Company (1966)
- Capitalism and Freedom (1962), highly influential series of essays that established Friedman's position on major issues of public policy „excerpts”. Архивирано из оригинала 05. 11. 2008. г.
- Roofs or Ceilings?: The Current Housing Problem with George J. Stigler. (Foundation for Economic Education, 1946), 22 pp. attacks rent control

## Видео записи
- The Power of Choice (2007).
- Free to Choose (1980) (1990).
- PRC Forum: Milton Friedman (1987).
- Milton Friedman interviewed on America's Drug Forum (1991)
- Monetary Revolutions (1992).
- Money (1992).
- Efforts in Eastern Europe to Localize Government (1993).
- Privatization Trends in Eastern Europe (1993).
- Health Care Reform (1992).
- Economically Speaking – Why Economists Disagree (1978).
- Milton Friedman Speaks: Lecture 01, "What is America?" and Q & A (1978).
- Milton Friedman Speaks: Lecture 02, "Myths That Conceal Reality" and Q & A (1978).
- Milton Friedman Speaks: Lecture 03, "Is Capitalism Humane?" and Q & A (1978).
- Milton Friedman Speaks: Lecture 04, "The Role of Government in a Free Society" and Q & A (1978).
- Milton Friedman Speaks: Lecture 05, "What Is Wrong with the Welfare State?" and Q & A (1978).
- Milton Friedman Speaks: Lecture 06, "Money and Inflation" and Q & A (1978).
- Milton Friedman Speaks: Lecture 07, "Is Tax Reform Possible?" and Q & A (1978).
- Milton Friedman Speaks: Lecture 08, "Free Trade: Producer vs. Consumer" and Q & A (1978).
- Milton Friedman Speaks: Lecture 09, "The Energy Crisis: A Humane Solution" and Q & A (1978).
- Milton Friedman Speaks: Lecture 10, "The Economics of Medical Care" and Q & A (1978).
- Milton Friedman Speaks: Lecture 11, "Putting Learning Back in the Classroom" and Q & A (1978).
- Milton Friedman Speaks: Lecture 12, "Who Protects the Consumer?" and Q & A (1978).
- Milton Friedman Speaks: Lecture 13, "Who Protects the Worker?" and Q & A (1978).
- Milton Friedman Speaks: Lecture 14, "Equality and Freedom in the Free Enterprise System" and Q & A (1978).
- Milton Friedman Speaks: Lecture 15, "The Future of Our Free Society" and Q & A (1978).

## Економске књиге и чланци (хронолошким редом)
- Friedman, Milton (новембар 1935). „Professor Pigou's Method for Measuring Elasticities of Demand From Budgetary Data”. The Quarterly Journal of Economics. 50 (1): 151—63. JSTOR 1882346. doi:10.2307/1882346.
- Pigou, A. C.; Friedman, Milton; Georgescu-Roegen, N. (мај 1936). „Marginal Utility of Money and Elasticities of Demand”. The Quarterly Journal of Economics. 50 (3): 532—33. JSTOR 1882615. doi:10.2307/1882615.
- Friedman, Milton (децембар 1937). „The Use of Ranks to Avoid the Assumption of Normality Implicit in the Analysis of Variance”. Journal of the American Statistical Association. 32 (200): 675—701. JSTOR 2279372. doi:10.2307/2279372.
- Friedman, Milton (јун 1942). „The Inflationary Gap: II. Discussion of the Inflationary Gap”. The American Economic Review. 32 (2): 314—320. JSTOR 1803512. Непознати параметар |DUPLICATE_journal= игнорисан (помоћ); Непознати параметар |DUPLICATE_pages= игнорисан (помоћ)
- Friedman, Milton (март 1943). „The Spendings Tax as a Wartime Fiscal Measure”. The American Economic Review. 33 (1): 50—62. JSTOR 1811186. Непознати параметар |DUPLICATE_journal= игнорисан (помоћ)
- Taxing to Prevent Inflation: Techniques for Estimating Revenue Requirements (Columbia U.P. 1943, 236 pp) with Carl Shoup and Ruth P. Mack
- Income from Independent Professional Practice with Simon Kuznets (1945), Friedman's PhD thesis
- Friedman, Milton (септембар 1946). „Lange on Price Flexibility and Employment: A Methodological Criticism”. American Economic Review. 36 (4): 613—31. JSTOR 1801726.
- Friedman, Milton; Savage, L. J. (август 1948). „The Utility Analysis of Choices Involving Risk”. Journal of Political Economy. 56 (4): 279—304. JSTOR 1826045. doi:10.1086/256692.
- Friedman, Milton (јун 1948). „A Monetary and Fiscal Framework for Economic Stability”. American Economic Review. 38 (3): 245—64. JSTOR 1810624.
- Friedman, Milton (јул 1949). „A Fiscal and Monetary Framework for Economic Stability”. Econometrica. 17: 330—332. JSTOR 1907322. doi:10.2307/1907322.
- Friedman, Milton (децембар 1949). „The Marshallian Demand Curve”. The Journal of Political Economy. 57 (6): 463—95. JSTOR 1826553. doi:10.1086/256879.
- Friedman, Milton (децембар 1950). „Wesley C. Mitchell as an Economic Theorist”. The Journal of Political Economy. 58 (6): 465—93. JSTOR 1827087. doi:10.1086/257011.
- "Some Comments on the Significance of Labor Unions for Economic Policy", 1951, in D. McC. Wright, editor, The Impact of the Union.
- Friedman, Milton (јун 1951). „Commodity-Reserve Currency”. Journal of Political Economy. 59 (3): 203—32. JSTOR 1826435. doi:10.1086/257077.
- Friedman, Milton (мај 1952). „Price, Income, and Monetary Changes in Three Wartime Periods”. The American Economic Review. 42 (2): 612—625. JSTOR 1910632.
- Friedman, Milton; Savage, L. J. (децембар 1952). „The Expected-Utility Hypothesis and the Measurability of Utility”. Journal of Political Economy. 60 (6): 463—74. JSTOR 1825271. doi:10.1086/257308.
- The Methodology of Positive Economics (1953)
- Essays in Positive Economics (1953)
- Friedman, Milton (август 1953). „Choice, Chance, and the Personal Distribution of Income”. Journal of Political Economy. 61 (4): 277—90. JSTOR 1826880. doi:10.1086/257390.
- "A Memorandum to the Government of India November 1955", MS first published at University of Hawaii May 21, 1989; first published in the book Foundations of India's Political Economy, edited by Subroto Roy & WE James, Sage 1992
- "The Quantity Theory of Money: A restatement", 1956, in Friedman, editor, Studies in Quantity Theory.
- A Theory of the Consumption Function (1957)
- "A Statistical Illusion in Judging Keynesian Models" with Gary S. „Becker”. Journal of Political Economy. 65 (1): 64—75. фебруар 1957. JSTOR 1824834.
- "The Supply of Money and Changes in Prices and Output", 1958, in Relationship of Prices to Economic Stability and Growth.
- Friedman, Milton (август 1959). „The Demand for Money: Some Theoretical and Empirical Results” (PDF). Journal of Political Economy. 67 (4): 327—51. JSTOR 1825160. doi:10.1086/258194.
- A Program for Monetary Stability. Fordham University Press. 1960.
- Friedman, Milton (1961). „Monetary Data and National Income Estimates”. Economic Development and Cultural Change. 9 (3): 267—286. JSTOR 1151799. doi:10.1086/449907. Непознати параметар |DUPLICATE_date= игнорисан (помоћ); Непознати параметар |DUPLICATE_pages= игнорисан (помоћ)
- Friedman, Milton (октобар 1961). „The Lag in Effect of Monetary Policy”. Journal of Political Economy. 69 (5): 447—66. JSTOR 1828534. doi:10.1086/258537.
- Price Theory. 1962. ISBN 0-202-06074-8.. college textbook
- Friedman, Milton (децембар 1962). „The Interpolation of Time Series by Related Series”. Journal of the American Statistical Association. 57 (300): 729—57. JSTOR 2281805. doi:10.2307/2281805.
- "Should There be an Independent Monetary Authority?", in L.B. Yeager, editor, In Search of a Monetary Constitution
- Inflation: Causes and consequences, 1963.
- „Money and Business Cycles”. The Review of Economics and Statistics. 45 (1): 32—64. фебруар 1963. JSTOR 1927148. doi:10.2307/1927148., Part 2, Supplement,. Friedman, Milton; Schwartz, Anna J. (1963). „Money and Business Cycles” (PDF). The Review of Economics and Statistics. 45 (1): 32—64. JSTOR 1927148. doi:10.2307/1927148.
- A Monetary History of the United States, 1867–1960, with Anna J. Schwartz, 1963; part 3 reprinted as The Great Contraction
- "Money and Business Cycles" with A. J. Schwartz, 1963, Review of Economics & Statistics.
- "The Relative Stability of Monetary Velocity and the Investment Multiplier in the United States, 1898–1958", with D. Meiselman, 1963,  in Stabilization Policies.
- "A Reply to Donald Hester", with D. Meiselman, 1964
- Friedman, Milton; Meiselman, David (септембар 1965). „Reply to Ando and Modigliani and to DePrano and Mayer”. American Economic Review. 55 (4): 753—85. JSTOR 1823934.
- Friedman, Milton (октобар 1966). „Interest Rates and the Demand for Money”. Journal of Law and Economics. 9: 71—85. doi:10.1086/466620. Friedman, Milton (1966). „Interest Rates and the Demand for Money”. The Journal of Law & Economics. 9: 71—85. JSTOR 724994. doi:10.1086/466620.
- The Balance of Payments: Free Versus Fixed Exchange Rates with Robert V. Roosa (1967)
- Friedman, Milton (октобар 1967). „The Monetary Theory and Policy of Henry Simons”. Journal of Law and Economics. 10: 1—13. doi:10.1086/466628. Friedman, Milton (1967). „The Monetary Theory and Policy of Henry Simons”. The Journal of Law & Economics. 10: 1—13. JSTOR 724867. doi:10.1086/466628.
- "What Price Guideposts?", in G.P. Schultz, R.Z. Aliber, editors, Guidelines
- Friedman, Milton (март 1968). „The Role of Monetary Policy.”. American Economic Review. 58 (1): 1—17. JSTOR 1831652. presidential address to American Economics Association
- "Money: the Quantity Theory", 1968, IESS
- "The Definition of Money (фебруар 1969). „Net Wealth and Neutrality as Criteria" with Anna J”. Schwartz Journal of Money, Credit and Banking. 1 (1): 1—14. JSTOR 1991373. doi:10.2307/1991373.
- Monetary vs. Fiscal Policy with Walter W. Heller (1969)
- "Comment on Tobin", 1970, Quarterly Journal of Economics
- Monetary Statistics of the United States: Estimates, Sources, Methods. with Anna J. Schwartz, 1970.
- Friedman, Milton (март 1970). „A Theoretical Framework for Monetary Analysis”. Journal of Political Economy. 78 (2): 193—238. JSTOR 1830684. doi:10.1086/259623.
- The Counter-Revolution in Monetary Theory 1970.
- Friedman, Milton (1971). „A Monetary Theory of Nominal Income”. Journal of Political Economy. 79 (2): 323—337. JSTOR 1832113. doi:10.1086/259746.
- Friedman, Milton (1971). „Government Revenue from Inflation”. Journal of Political Economy. 79 (4): 846—856. JSTOR 1830832. doi:10.1086/259791.
- Friedman, Milton (1972). „Have Monetary Policies Failed?”. The American Economic Review. 62 (1/2): 11—18. JSTOR 1821518.
- Friedman, Milton (1972). „Comments on the Critics”. Journal of Political Economy. 80 (5): 906—950. JSTOR 1830418. doi:10.1086/259944.
- "Comments on the Critics", 1974, in Gordon, ed. Milton Friedman and his Critics.
- "Monetary Correction: A proposal for escalation clauses to reduce the cost of ending inflation", 1974
- The Optimum Quantity of Money: And Other Essays (1976)
- Milton Friedman in Australia, 1975 (1975)
- Gordon, Robert James; Friedman, Milton (1975). Milton Friedman's Monetary Framework: A Debate with His Critics. University of Chicago Press. ISBN 0226264084.
- "Comments on Tobin and Buiter", 1976,  in J. Stein, editor, Monetarism.
- Friedman, Milton (1977). „Nobel Lecture: Inflation and Unemployment”. Journal of Political Economy. 85 (3): 451—472. JSTOR 1830192. doi:10.1086/260579.
- Introduction to New Individualist Review. Indianapolis: Liberty Fund, Incorporated. 1981. стр. ix—xiv. ISBN 0913966908. ISSN 0028-5439.. Liberty Fund,. . . A collection of issues spanning April 1961 (vol. 1, no. 1) to Winter 1968 (vol. 5, no. 1).
- "Interrelations between the United States and the United Kingdom, 1873–1975.", with A.J. Schwartz, 1982, J Int Money and Finance
- Monetary Trends in the United States and the United Kingdom: Their relations to income, prices and interest rates, 1876–1975.  with Anna J. Schwartz, 1982
- Friedman, Milton (фебруар 1982). „Monetary Policy: Theory and Practice”. Journal of Money, Credit and Banking. 14 (1): 98—118. JSTOR 1991496. doi:10.2307/1991496.
- "Monetary Policy: Tactics versus strategy", 1984, in Moore, editor, To Promote Prosperity.
- „Lessons from the 1979–1982 Monetary Policy Experiment”. American Economic Review. 74 (2): 397—401. мај 1984., Papers and Proceedings ... of the American Economic Association,.
- "Has Government Any Role in Money?" with Anna J. Schwartz, 1986, JME
- "Quantity Theory of Money", in J. Eatwell, M. Milgate, P. Newman, eds., The New Palgrave (1998)
- Friedman, Milton (април 1988). „Money and the Stock Market”. Journal of Political Economy. 96 (2): 221—45. JSTOR 1833107. doi:10.1086/261534.
- Friedman, Milton (јесен 1990). „Bimetallism Revisited”. Journal of Economic Perspectives. 4 (4): 85—104. JSTOR 1942723. doi:10.1257/jep.4.4.85.
- Friedman, Milton (децембар 1990). „The Crime of 1873”. Journal of Political Economy. 98 (6): 1159—. JSTOR 2937754. doi:10.1086/261730.
- Friedman, Milton (фебруар 1992). „Franklin D. Roosevelt, Silver, and China”. Journal of Political Economy. 100 (1): 62—83. JSTOR 2138806. doi:10.1086/261807.
- Milton Friedman on Economics: Selected Papers by Milton Friedman, edited by Gary S. Becker (2008)